# Eurostodes quisquillarum
Eurostodes quisquillarum is een keversoort uit de familie klopkevers (Ptinidae). De wetenschappelijke naam van de soort werd in 1874 gepubliceerd door Flaminio Baudi di Selve.